# Adh Dhlia'ah (huyện)
Huyện Adh Dhlia'ah là một huyện thuộc tỉnh Hadramawt, Yemen. Đến thời điểm năm 2003, huyện này có dân số 18678 người